# ۲-متیل‌پیریدین
۲-متیل‌پیریدین (به انگلیسی: 2-Methylpyridine) با فرمول شیمیایی C۶H۷N یک ترکیب شیمیایی است. که جرم مولی آن ۹۳٫۱۳ g/mol می‌باشد. شکل ظاهری این ترکیب، مایع شفاف سیز و زرد است.